# Dorylus wilverthi
Dorylus wilverthi är en myrart som beskrevs av Carlo Emery 1899. Dorylus wilverthi ingår i släktet Dorylus och familjen myror. Inga underarter finns listade i Catalogue of Life.

## Bildgalleri

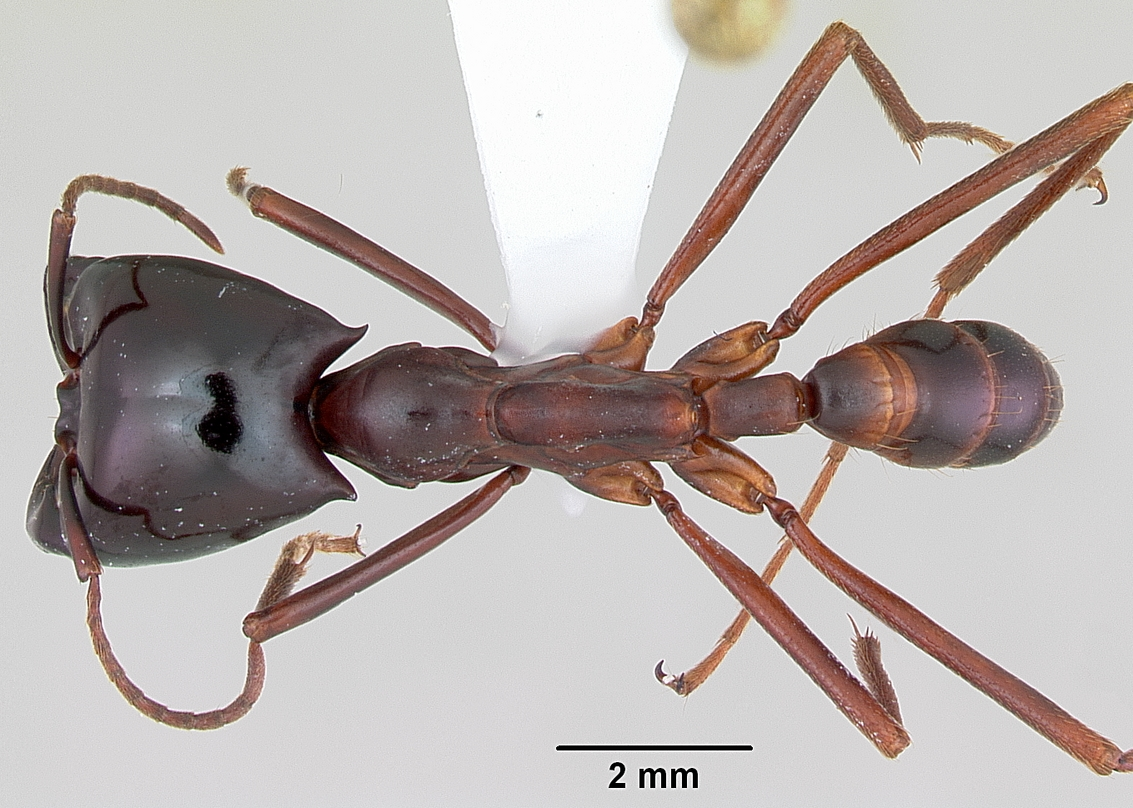
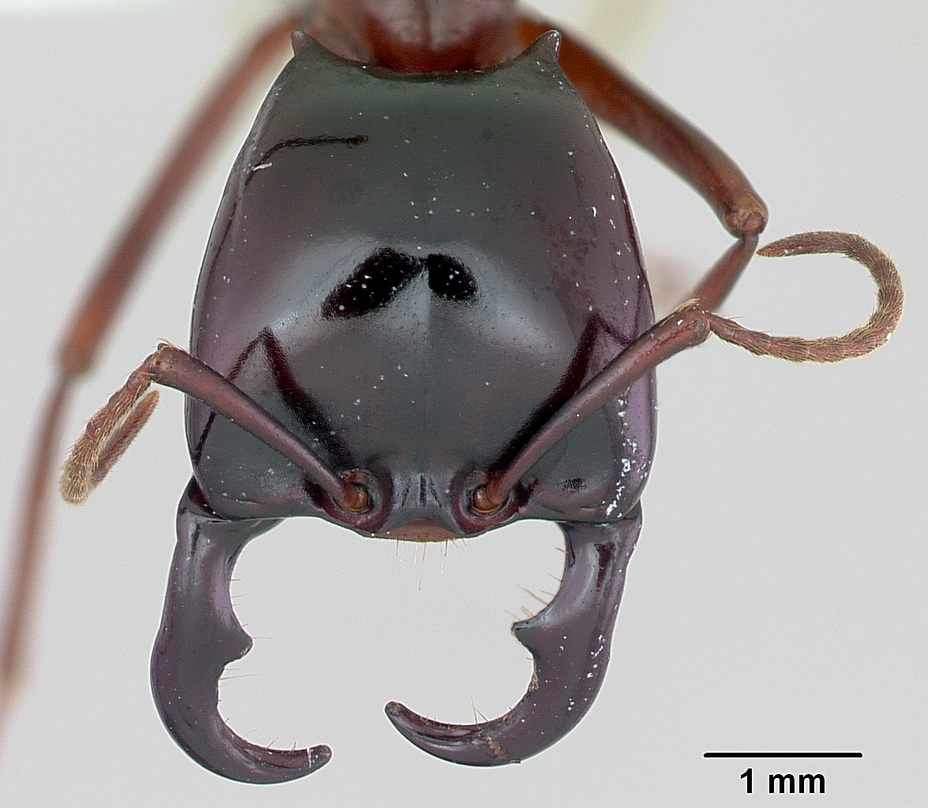
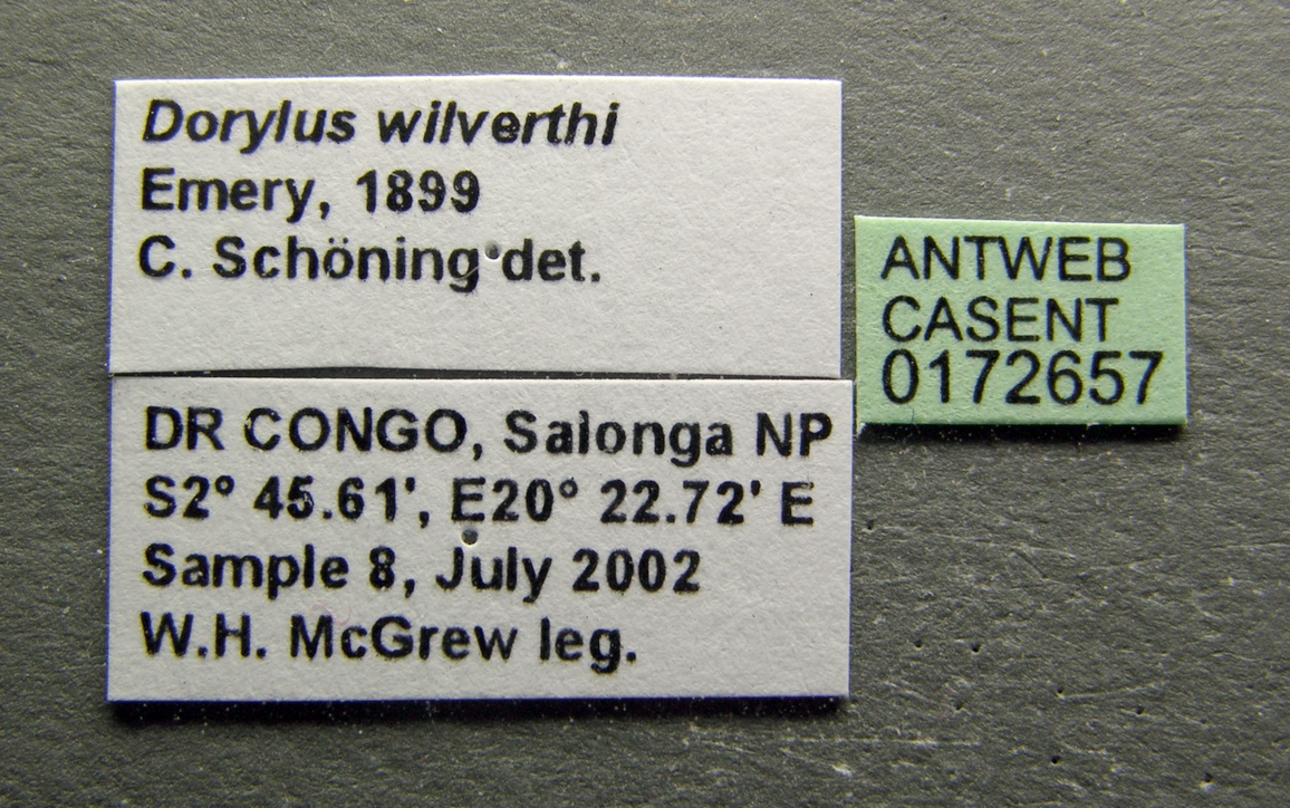
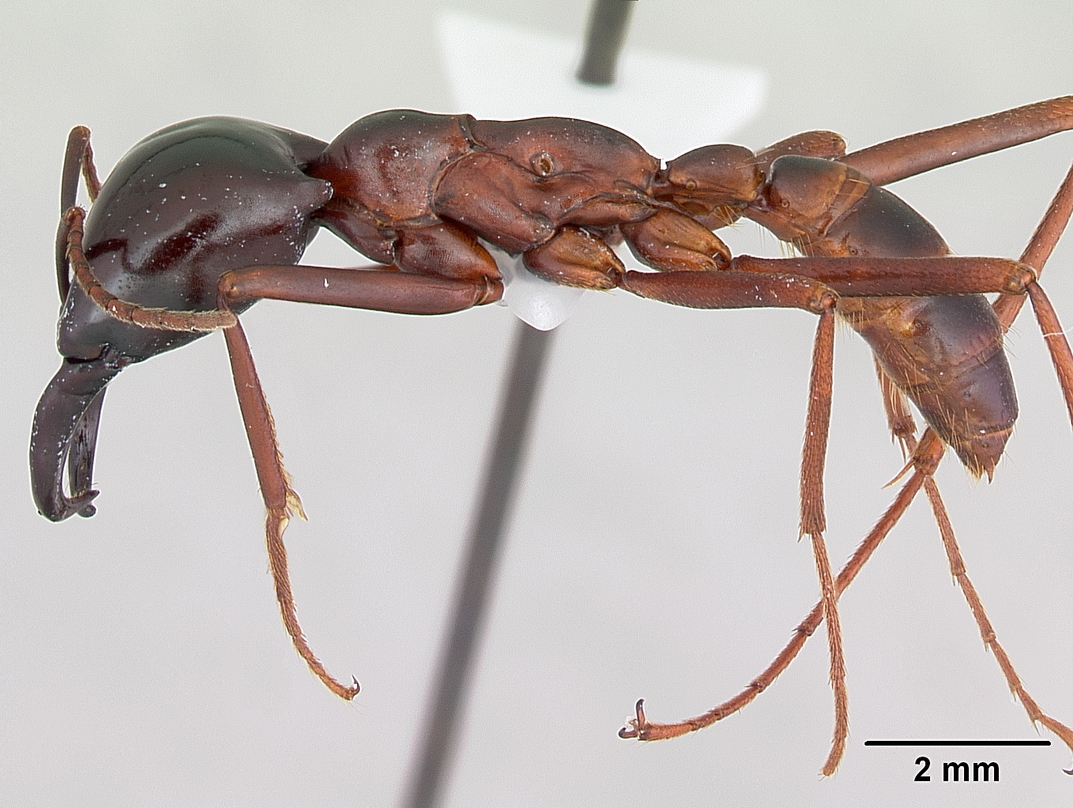
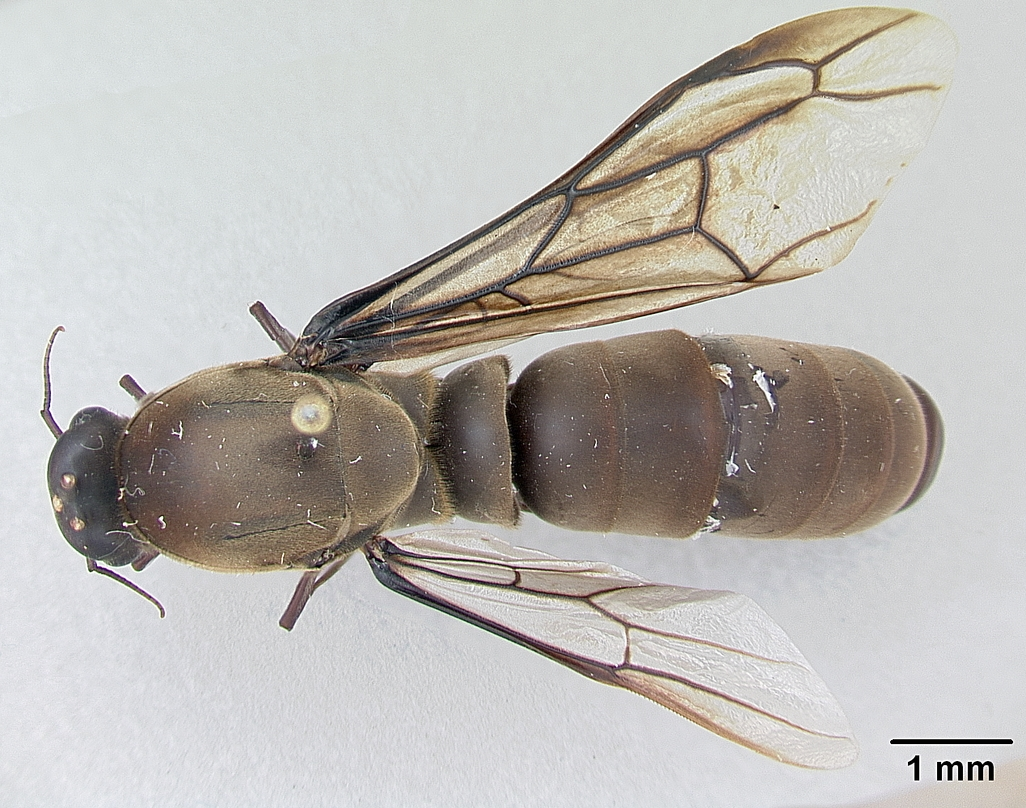
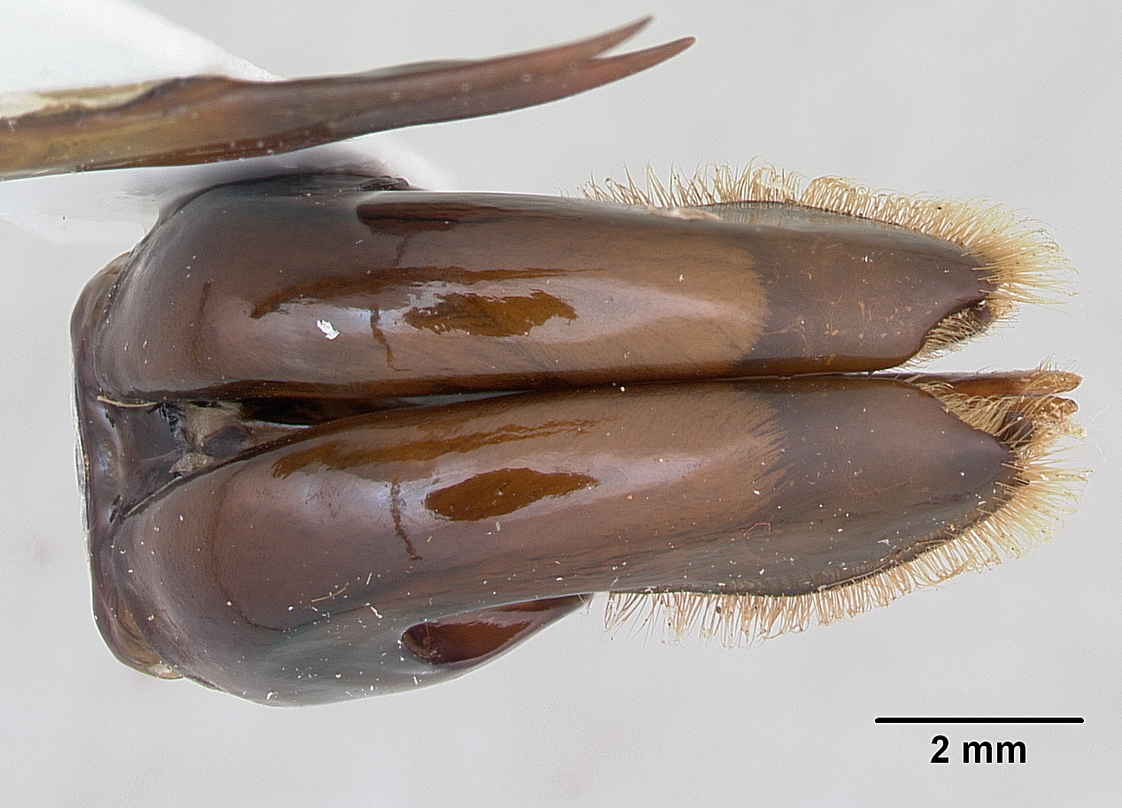